# Venus de Lloret
La Venus de Lloret és una escultura a l'aire lliure del municipi de Lloret de Mar (Selva) que forma part de l'Inventari del Patrimoni Arquitectònic de Catalunya.

## Descripció
És una escultura de bronze situada sobre un bloc arrodonit de granit a la punta d'en Rosaris (o promontori del Gurugú), a la part sud de la platja gran de Lloret de Mar. S'hi arriba per un caminet empedrat que ressegueix la costa fins al castell de Sant Joan de Lloret. L'escultura està situada en una petita placeta empedrada i envoltada de bancs per seure.
Fa una alçada de 2,40 metres sobre la roca i representa una figura femenina que mira el mar com saludant o acomiadant algú. La seva iconografia és únicament un vestit fi cenyit al cos. Descalça, mirant el mar, amb els pits tersos, aixeca la mà dreta com intentant comunicar-se amb algú o alguna cosa provinent del mar.

## Història
Aquesta escultura és obra de l'artista Ernest Maragall i Noble i fou projectada el 1966. Malgrat això, fou inspirada per l'erudit lloretenc Esteve Fàbregas i Barri per tal de recordar el sacrifici i l'esforç de la vida de les famílies que vivien de la pesca. Ernest Maragall i Noble (1903-1991) fou un escultor deixeble de Pau Gargallo. Viatjà per Itàlia i el 1937 s'establí a Veneçuela, on participà de grans monuments nacionals d'encàrrec oficial. Fou professor de modelatge per l'Escola de Belles Arts de Caracas. La seva obra es caracteritza per un monumentalisme robust i estàtic. El 1962 va fer un monument de marbre de Carrara al seu pare, el poeta Joan Maragall.
És un homenatge a la dona de l'època marinera que sovint fou la que tirà endavant la llar i la família mentre l'home era a cercar fortuna a l'altra banda de l'Atlàntic. Aquesta figura també s'anomena Venus de Lloret" i existeix una llegenda al seu voltant. S'explica que tothom qui mira l'horitzó, com l'estàtua, i al mateix temps toca el peu dret de l'escultura veu realitzats els somnis i desitjos que formula en aquell instant.